# Port Augusta West
Port Augusta West är en ort i Australien. Den ligger i kommunen Port Augusta och delstaten South Australia, omkring 280 kilometer norr om delstatshuvudstaden Adelaide. Antalet invånare är 12 133.
Närmaste större samhälle är Port Augusta, nära Port Augusta West. 
Omgivningarna runt Port Augusta West är i huvudsak ett öppet busklandskap. Runt Port Augusta West är det glesbefolkat, med 13 invånare per kvadratkilometer. Genomsnittlig årsnederbörd är 407 millimeter. Den regnigaste månaden är juni, med i genomsnitt 61 mm nederbörd, och den torraste är oktober, med 14 mm nederbörd.